# Maria Helena Sartori
Maria Helena Sartori (Caxias do Sul, 23 de outubro de 1952) é uma professora e política brasileira.
É formada em filosofia pela Universidade de Caxias do Sul e é pós-graduada em história da América Latina. É professora aposentada da rede estadual de educação.
Foi deputada estadual do Rio Grande do Sul entre 2011 e 2015, eleita em 2010 com 38.958 votos.
Casada com José Ivo Sartori, durante o mandato do marido tornou-se a primeira-dama do Rio Grande do Sul. Em fevereiro de 2015, licenciou-se da Assembleia Legislativa para chefiar o Gabinete de Políticas Sociais. Em abril de 2016, foi nomeada pelo marido para comandar a secretaria de Desenvolvimento Social, Trabalho, Justiça e Direitos Humanos.